# 土地 (經濟學)
在經濟學中，土地（英語：land）概括了所有自然資源，包括地理位置、土壤、礦產、森林、漁業資源、水資源、空氣品質、地球靜止軌道、電磁波譜、太陽等。土地是一種生產要素，是所有商品與資本財生產的基本要件。土地的供給，在本質上是固定的；擁有自然資源帶來的收益，稱為地租（Rent）。土地經濟學以土地為研究主題。